# Adiantum capillus-junonis
Adiantum capillus-junonis là một loài thực vật có mạch trong họ Adiantaceae. Loài này được Rupr. miêu tả khoa học đầu tiên năm 1845.